# Kultusministeriet
 Ikke at forveksle med Kulturministeriet.
Kultusministeriet (officielt Ministeriet for Kirke- og Undervisningsvæsenet) blev oprettet i 1848 og delt i Kirkeministeriet og Undervisningsministeriet i 1916.